# Barry Pickering
Barry Pickering est un footballeur néo-zélandais, né le 12 décembre 1956. Il évolue au poste de gardien de but du début des années 1970 au milieu des années 1980.
Il joue notamment au Petone FC, à Stop Out SC (en) et au Miramar Rangers AFC. Il compte 11 sélections en équipe de Nouvelle-Zélande et dispute la Coupe du monde 1982 avec la sélection néo-zélandaise.

## Biographie
Barry Pickering commence le football à l'âge de six ans au sein du Petone FC, il joue alors au poste d'attaquant. Il intègre l'équipe première en 1973 et inscrit 17 buts les deux saisons suivantes avant de se reconvertir au poste de gardien de but.
En 1977, il rejoint les rangs de Stop Out SC (en) en Division 1 et termine vice-champion de Nouvelle-Zélande, la saison suivante, il fait ses débuts internationaux le 1er octobre 1978 face à Singapour, les Néo-Zélandais s'imposent sur le score de deux buts à zéro. Stop Out étant relégué en fin de saison 1980, il rejoint en 1981 Christchurch United AFC où il ne reste qu'une saison puis signe au Miramar Rangers AFC.
Sélectionné pour la Coupe du monde 1982,, Barry Pickering ne dispute aucune rencontre lors de la compétition. La même saison, il est finaliste de la Coupe de Nouvelle-Zélande avec son club.
Il connaît sa dernière sélection en équipe nationale le 31 mars 1984 face à la Malaisie, une victoire deux buts à zéro. En club, Barry Pickering est de nouveau vice-champion de Nouvelle-Zélande en 1986 puis met fin à sa carrière en raison de nombreuses blessures. Il retourne alors au Petone FC comme entraîneur de l'équipe première tout en rejouant avec le Hutt Valley United, club créé par fusion des équipes de Lower Hutt City, Petone FC et Stop Out.
Il continue à jouer ensuite pour Petone FC jusqu'à l'âge de 47 ans puis, intègre ensuite le comité de direction du club en 1994 et en devient son président de 1999 à 2003. Il est depuis 2006 membre à vie du club dont il continue à entraîner les gardiens.

## Palmarès
- Vice-Champion de Nouvelle-Zélande en 1977 avec Stop Out SC (en) et en 1986 avec Miramar Rangers AFC.
- Finaliste de la Coupe de Nouvelle-Zélande en 1982 avec Miramar Rangers AFC.

- 11 sélections avec la Nouvelle-Zélande